# Legio II Herculia
La Legio II Herculia (litt : la légion II « en l’honneur d’Hercule ») était une légion de l’armée romaine dans l’Antiquité tardive. De même que la Legio I Iovia, elle fut créée par Dioclétien (r. 284-305) vers la fin du IIIe siècle. Le surnom de la légion, « en l'honneur d'Hercule », lui vient de l’empereur Maximien, souvent comparé à Hercule, alors que son collègue, Dioclétien, aimait être comparé à Jupiter. 
Ni l’emblème de la légion, ni l’insigne distinctif de son bouclier ne sont parvenus jusqu’à nous.

## Histoire de la légion

Carte montrant la division de l’Empire romain entre les quatre tétrarques.

Dès le début de son règne en 293, Dioclétien procéda à des réformes en profondeur de l’administration et de la défense de l’empire. Après avoir créé la tétrarchie où chacun des deux Augustes (Dioclétien  et Maximien) était secondé par deux Césars (Galère et Constance), il doubla le nombre des provinces et créa une structure régionale regroupant les 100 provinces en douze diocèses. Chaque tétrarque était responsable d’une partie de l’empire, Galère étant responsable de l’ancienne Illyrie, et de l’Asie incluant l’Asie mineure. Dioclétien réorganisa également l’armée, créant pour chaque tétrarque une armée mobile (comitatenses), alors qu’un système de fortifications (limes) établi le long de la frontière était gardé par des unités permanentes (limitanei). 
Tout en conservant les 39 légions déjà existantes, mais dont nombre n’étaient pratiquement plus que l’ombre d’elles-mêmes, il leva au moins 14 nouvelles légions dont les I et II Iovia, II, III et IV Herculia, III Diocletiana et I Maxima. La Legio II Herculia, de même que sa jumelle la Legio I Iovia, fut stationnée dans la nouvelle province de Scythie, près de l’embouchure du Danube, dans le diocèse de Thrace en Mésie inférieure,.

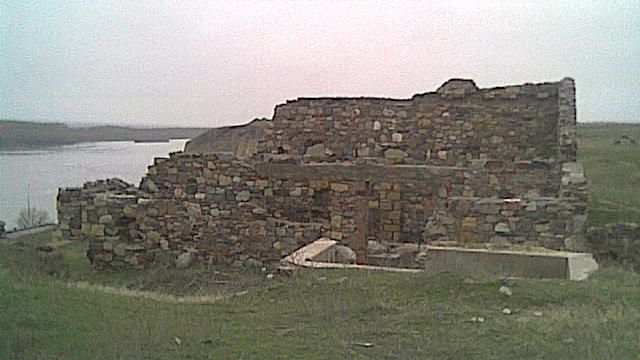
Ruines de la garnison romaine de Troesmis.

La Legio II Herculia était stationnée à Troesmis (aujourd’hui Turcoaia en Roumanie). Son campement, dont les ruines ont été conservées (voir image) s’étendait sur 2,8 ha. Un détachement de la légion était situé à Axiopolis dans un camp qui, par comparaison, s’étendait sur 0,6 ha. De ces superficies on peut conclure que la taille de la légion avait été réduite à 2 000 hommes. D’autres historiens, toutefois, maintiennent que la légion devait comprendre les 6 000 hommes que comptait une légion avant Dioclétien,.
Il est probable qu’un détachement de la légion accompagna le césar Galère (césar 293, empereur 305, décès 311) dans sa campagne contre les Sassanides de 296 à 298.
Autre conséquence des réformes militaires de Dioclétien: des détachements de limitanei étaient régulièrement appelés à rejoindre l’armée mobile de l’empereur. C’est ainsi que sous le règne de Dioclétien, des unités de la septième et de la dixième cohorte des Legio I Iovia et Legio II Herculia furent appelés en 298/299 à rejoindre l’armée de Maximien en Mauretania Caesariensis, où les tribus nomades berbères harcelaient les colonies romaines de la région avec des conséquences de plus en plus graves. L’armée mobile qu’il commanda à cette occasion était formée de cohortes prétoriennes, de légionnaires égyptiens, danubiens et d'Aquilée, d'auxiliaires gaulois et germaniques et de recrues thraces. 
Vers 300, Valerius Maximianus, alors Praepositus vexillationis, conduisit un détachement de légionnaires issus des Legio I Italica et II Herculia en Chersoneus Taurica (Cherson) où il laissa une inscription « en l’honneur de l’empereur et des césars » . D’autres inscriptions en Chersonus Taurica témoignent du passage d’autres unités dans la région du Bosphore. En 305, la légion reçut le cognomen de Fidelis (Fidèle) pour sa conduite.
Selon la Notitia Dignitatum, recension rédigée vers 400, la Legio Secunda Herculia (aussi appelée Herculiana) était sous les ordres du dux Scythiae. Le praefectus legionis (préfet de la légion) et le praefectus ripae (préfet de la garde-côtière) étaient stationnés avec leurs troupes dans la garnison de Troesmis, alors qu’un autre praefectus ripae et ses hommes étaient en garnison à Axiopolis où ils avaient comme mission de surveiller le territoire outre limes appelé « barbaricum ». Une Cohors Secunda Herculia musculorum Scythiorum (cohorte de la deuxième légion d’Hercule composée de puissants Scythes) était cantonnée avec d’autres unités sous les ordres d’un praefectus ripae de la Legio I Iovia à Inplateypegiis .